# ソング・プラガー
ソング・プラガー (song plugger)、ないしソング・デモンステレーター (song demonstrator) は、20世紀初頭に百貨店や楽譜店、音楽出版事業者などに雇われて、新譜の楽譜の販売を促進するために、実演してみせていた歌手やピアニストなどのことを指す表現であり、高品質のレコードが広く普及するまでは、一般的な広告手法であった。音楽出版事業者フランク・ハーディングが、この画期的な宣伝手法を最初に取り入れたとされている。典型的には、ピアニストが店の中二階に陣取り、販売担当の店員が持ってくる楽譜を何であれ演奏してみせた。顧客たちは、楽譜を自由に選んで、ソング・プラガーのところへ運んでもらい、購入を決める前にその楽曲を試聴することができた。
「ソング・プラガー」と「ソング・デモンステレーター」は、同義語として用いられることも多かったが、本来は、百貨店や楽譜店で働いている者を「ソング・デモンステレーター」といい、音楽出版社に直接傭われている者を「ソング・プラガー」と称した。
音楽家や作曲家で、ソング・プラガーとして働いていた経験がある者は多く、その代表的な例としては、ジョージ・ガーシュイン、ロン・ロウカー、ジェローム・カーン、リル・ハーディン・アームストロングらがいる。
後には、この言葉は、演奏家たちのために新しい楽曲を最初に演奏してみせる人々を指して用いるようになり、例えば『ニューヨーク・タイムズ』紙は、フレディ・ビーンストックがかつてやっていた仕事についてこの表現を用いており、「バンドリーダーや歌手たちに新しい曲の音の高さを聞かせる (pitching)」仕事だと説明している。1952年に、アーネスト・ハヴマン (Ernest Havemann) は、次のように書き記した。
　合衆国には600人ほどのソング・プラガーがいる。彼らは組合を作っており、外部者を排除できるだけの力を持っており、年俸3万5千ドルを稼ぐ上に、必要経費を上限なしで認められている者もいる。彼らの仕事は、自分たちの音楽出版社の楽曲の使用をレコード会社に決断させることであり、ラジオ局のディスクジョッキーたちにそのレコードをかけさせることである。
楽譜から演奏するソング・プラギングは、現在も音楽産業の中で重要な役割として残っている。レコード・レーベルやマネージャーたちは、積極的に傘下のアーティストたち、特に自ら曲を書かないアーティストたちが、録音して発売し、演奏できる楽曲を求めている。